# 黑斑蛛
黑斑蛛（学名：Euophrys nigrita）为跳蛛科斑蛛属的动物。分布于俄罗斯以及中国大陆的新疆等地，常生活于草丛。该物种的模式产地在俄罗斯。